# Черниці (Бокситогорський район)
Черниці (рос. Черницы) — присілок Бокситогорського району Ленінградської області Росії. Входить до складу Великодвірського сільського поселення.
Населення — 23 особи (2012 рік).